# Kedves Csanád
Kedves Csanád (Csíkszereda, 1983–) magyar zeneszerző.

## Életpályája
Zenei tanulmányait szülővárosában kezdte, majd 1999-től a budapesti Weiner Leó Zeneművészeti Szakközépiskolában, illetve a Bartók Béla Zeneművészeti Szakközépiskolábanfolytatta. 2005 és 2010 között a Liszt Ferenc Zeneművészeti Egyetem zeneszerzés szakán tanult, mestere Serei Zsolt volt. A szombathelyi Bartók Szemináriumon Jeney Zoltán és Csapó Gyula mesterkurzusait látogatta.
Budapest kortárs zenei életének aktív résztvevője. 2013-ban Rajk Judittal, Balogh Mátéval és Tornyai Péterrel a FUGA Budapesti Építészeti Központban megalapította a CentriFUGA elnevezésű kortárs zenei műhelyt, amely azóta több tucat kortárs magyar zenemű ősbemutatójának adott otthont. Fiatal magyar zeneszerzők darabjai mellett többek között Kurtág György, Vidovszky László, Jeney Zoltán, Serei Zsolt, Horváth Balázs, Csapó Gyula és Dargay Marcell darabjai is rendszeresen megszólalnak. Ezeken az alkalmakon zeneszerzőként és karmesterként is részt vesz.
2015 májusa óta a Hermina Galéria alkotói csoportjának is tagja.
Erdély kortárs zenei életének is meghatározó figurája. Rendszeresen szervez koncerteket a határon túl, ahol magyar és román szerzők műveit egyaránt műsorra tűzi.

## Díjak, elismerések[7]
- 2011, 2013, 2014: Kodály-ösztöndíj

## Főbb művei
- Montage inhabituel – Music for Clarinet, String Orchestra and Percussion Archiválva 2016. augusztus 20-i dátummal a Wayback Machine-ben
- Between Parallels (2013)
- Folglich (2022)
- Az időtlenbe (2022)
- Consummatum est (2022)
- After Heaven (2021)
- Rajz (2021)
- Samo gledam (2020)
- Microcosmic Interlude (2020)
- Almost Antithesis (2019)
- Barcsay Music (2019)
- Istenek bűne (2018)
- Weltarchitektur (2018)
- Con discrezione (2018)
- Profondeur Symphonie (2017)
- A víz imája (2017)
- Look at me (2016)
- Gainetik (2016)
- Micro Reactions (2015-2016)
- Égszínkék (2015)
- Istenhez közel (2015)
- Volumetric Melodies (2015)
- ein Stück meiner Fantasie (2014)
- Different Similarities (2014)
- Artificial Theater (2014)
- Twelve Minutes for One Moment (2014)
- Nemes igazságok evangéliuma (2014-2019)
- A Mű (2013)
- Abstrakt mönster (2012)
- Veranderende interferenties (2012)
- Radioaktív gondolat (2010)
- Recitativo 1 (2009), Recitativo 2 (2017)
- Inside Volume (2009)
- Az átkozottak élvezetei (2009-2010)
- Űrbolyongás (2009)
- A little bit later (2008), A little bit now (2015)
- Wieder (2008)

## Külső hivatkozások
- A BMC Adattárában
- Kedves Csanád zeneszerző honlapja